# Архангельский областной молодёжный театр
Государственное учреждение культуры Архангельской области «Архангельский молодёжный театр» — театр, созданный в 1975 году Виктором Петровичем Пановым при поддержке Театрального училища им. Б. Щукина при Академическом театре им. Е. Б. Вахтангова.

## История театра[1]
Театр создан в 1975 году.
В 1990 году под эгидой театра Панова устроен «Международный фестиваль уличных театров», который становится традиционным ежегодным фестивалем.
В 1991 году театр получает статус Областного государственного молодежного театра.
В 1992 году проект «Международный фестиваль уличных театров» был включён в Программу ЮНЕСКО «Всемирное Десятилетие Развития Культуры».
В марте 1996 года Молодёжный театр отметил двадцатилетие своего создания.
В 2004 году Молодёжный театр создает ещё один международный фестиваль — музыкально-театральный фестиваль «Европейская весна».
Летом 2001 года театр представил спектакль «Болеро Равеля» на Третьей Всемирной Театральной Олимпиаде в Москве.
В сентябре 2003 года спектакль «Не любо — не слушай» стал лауреатом Всероссийского театрального фестиваля современной драматургии им. А. Вампилова в номинации «за развитие народных традиций, огромный вклад в сокровищницу русского фольклора, как неиссякаемого источника русской духовности и культуры».
В октябре 2003 года театр становится лауреатом Международного фестиваля «Театральные дни Карфагена» в Тунисе.
Театр принимает участие во множестве театральных фестивалей как в России, так и за рубежом.

## Здание театра
6 мая 2007 года театр обрёл свою собственную постоянную сцену. В этот день после тринадцатилетней реконструкции открылся отреставрированный театральный особняк Рени — Шарвина, по адресу ул. Логинова, д. 9.
Особняк является архитектурным памятником областного значения, объектом культурного наследия второй половины XIX века и представляет собой практически исчезнувший с архангельских улиц архитектурный стиль «модерн».
Одноэтажное деревянное здание — небольшое на вид, но достаточно вместительное. В нём работают три площадки: каминный зал для проведения литературных вечеров и встреч творческой интеллигенции, зрительный зал на сто мест и «чердак».

## Труппа театра

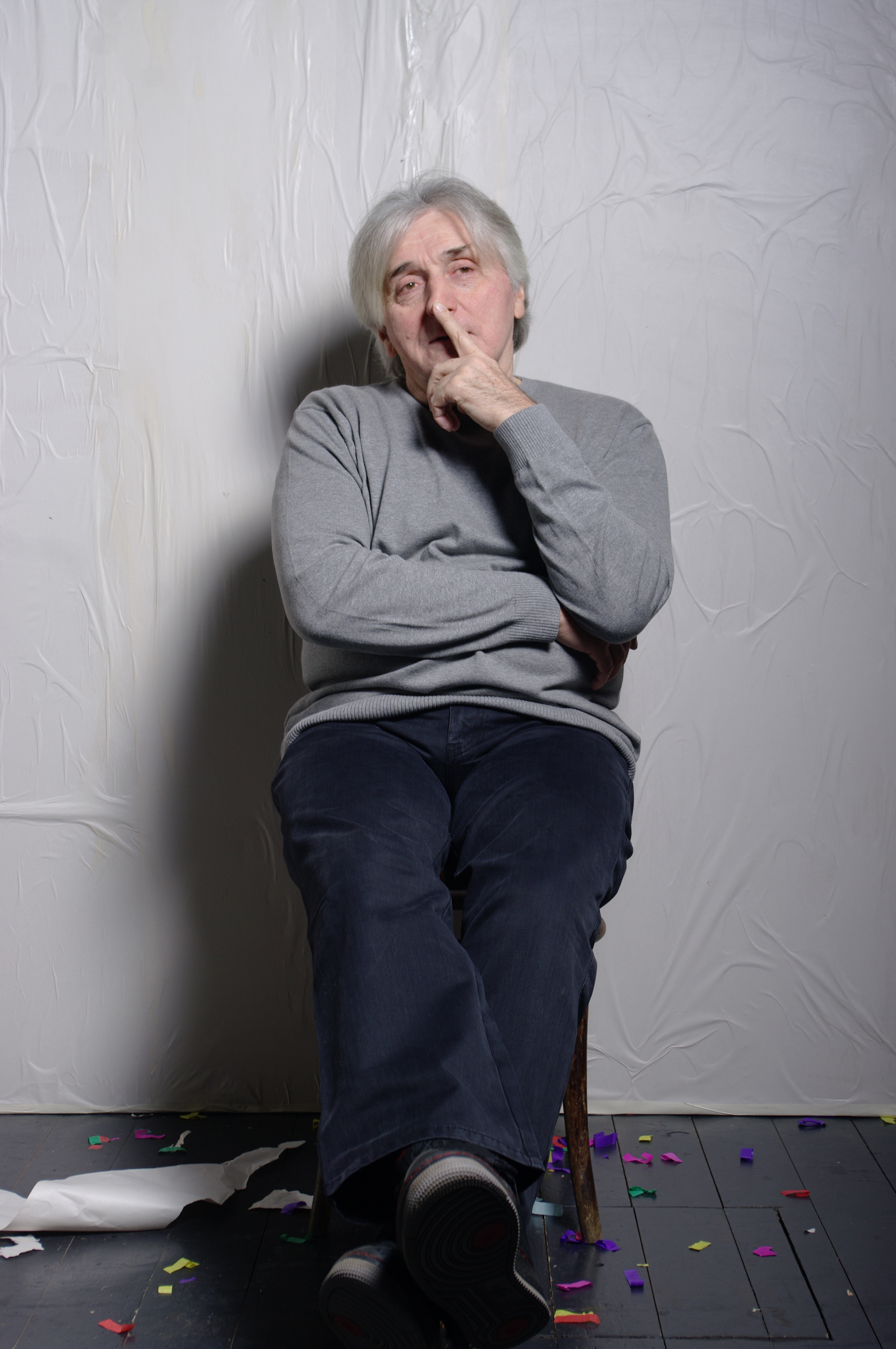
Режиссёр Виктор Петрович Панов

## Труппа театра[4]

### Актёры
- Глущенко, Илья Анатольевич — заслуженный артист России (2004)[5]
- Малевинская, Наталья Викторовна — заслуженная артистка России (1996)[6]
- Панова, Яна Викторовна — заслуженная артистка России (2004)[5]
- Бегунов, Виктор Борисович
- Гирс Мария
- Полежаев Степан
- Потоцкая Татьяна
- Смирнова Татьяна
- Третьякова Полина
- Халченко Ольга
- Чистяков Антон
- Шкаев, Евгений Евгеньевич
- Исаков Игорь
- Берестень Александр
- Дуплик Максим
- Селезнёв Александр
- Новосёлов Евгений
- Буланова Анастасия
- Плетнёва Евгения
- Якимова Мария
- Тюрикова Дарья
- Харитонова Татьяна

### Художественно-постановочная часть
- Кузнецов Игорь (Художник по свету)
- Потоцкая Татьяна (Костюмер)
- Спирова Татьяна (Помощник режиссёра)
- Халченко Ольга (Декоратор)
- Шанина Ольга (Балетмейстер)
- Морозов Артём (Звукооператор)
- Шкаев Евгений (Зав. постановочной частью)

### Административно-руководящий персонал
- Дедёшина Анастасия
- Фролова Татьяна
- Корельская Ольга
- Атрощенко Мария

## Репертуар

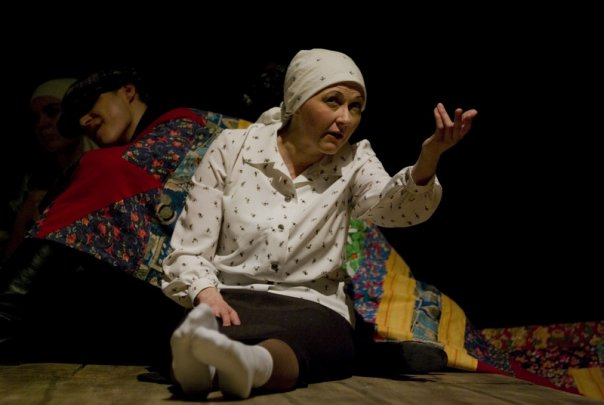
Фрагмент спектакля «Деревянные кони»

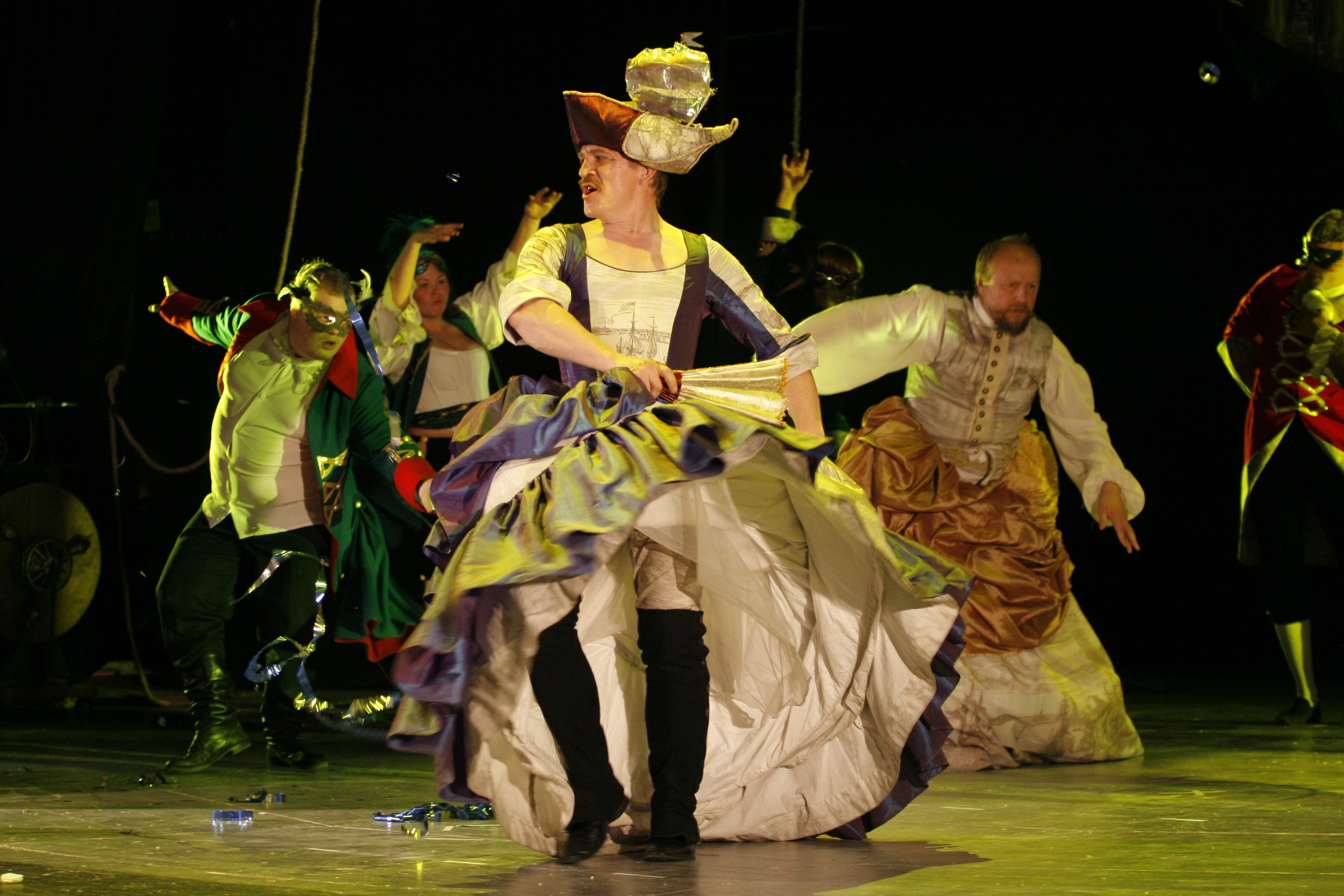
Фрагмент спектакля «Раненый зверь»

- «Не любо — не слушай» С. Писахова и Б. Шергина, премьера 1977 г.
- «Памяти Высоцкого» («Что за дом…»), премьера 1983 г.
- «Самоубийца» Н. Эрдмана, премьера 1988 г.
- «Поминание» по А. Блоку, М. Волошину, А. Ахматовой, И. Бродскому, премьера 1989 г.
- «Кароль», премьера 1992 г.
- «Темные аллеи», И. Бунин, премьера 1993, 2001 г.
- «Болеро» на музыку Мориса Равеля, премьера 1994 г.
- «Лысая певица», Э. Ионеско, премьера 1999 г.
- «Чайка», Б. Акунин, премьера 2000 г.
- «Зима», Е. Гришковец, премьера 2003 г.
- «Все пули в одного…», премьера 2005 г.
- «Раненый зверь», С. Коковкин, премьера 2006 г.
- «Ужин с дураком», Ф. Вебера, премьера 2008 г.
- «Бред вдвоём», Э. Ионеско, премьера 2009 г.
- «Деревянные кони» по мотивам произведений Фёдора Абрамова, премьера 2009 г.
- «Клочки по закоулочкам», Г. Остер, реж. Максим Михайлов, премьера 2009 г.
- «Böse Stücke» («Злые пьесы»), Х. Бергер, реж. Максим Михайлов, премьера 2010 г.
- «Заводной апельсин», Э. Бёрджесс, реж: Искандер Сакаев, премьера 2010 г.
- «Незнайка учится», Н. Носов, реж. Максим Михайлов, премьера 2010 г.
- «Курск», А. Янович, реж. Виктор Панов, премьера 2010 г.
- «Входит свободный человек», Т. Стоппард, реж. Максим Михайлов, премьера 2010 г.
- «Ромео и Джульетта», У. Шекспир, реж. Искандер Сакаев, премьера 2010 г.
- «Квадратура круга», В. Катаев, реж. Анна Белова, премьера 2010 г.
- «Шикарная свадьба», Р. Хоудон, реж. Виктор Панов, премьера 2010 г.
- «Попытка к бегству» по мотивам повести Виктора Пелевина «Затворник и Шестипалый», реж. Искандер Сакаев, премьера 2013 г.[7]

## Награды
В 2021 году театр был номинирован на премию «Золотая маска» за спектакль-инсталляцию «Север» в номинации «Эксперимент». Вместо награды в этой номинации театр завоевал специальную премию «Золотая маска» с формулировкой «За расширение конвенций репертуарного театра».